# Irlanda confederata

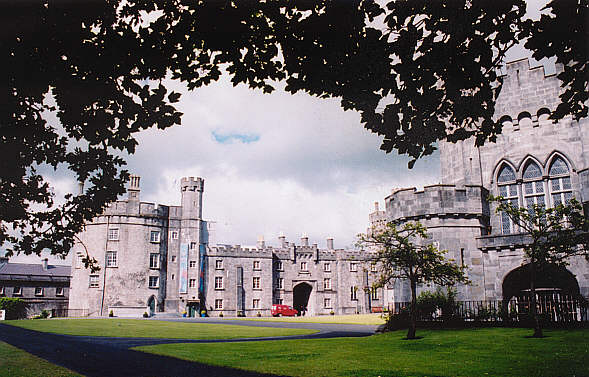
Il Castello di Kilkenny, dove si riuniva l'Assemblea Generale Confederata

Irlanda confederata (o Confederazione irlandese) è un'espressione che si riferisce al governo autonomo irlandese esistito negli anni intercorsi tra la Ribellione irlandese del 1641 e la conquista irlandese di Cromwell del 1649. Durante questo periodo, due terzi dell'isola d'Irlanda era governata dalla Confederazione Cattolica Irlandese (Cónaidhm Chaitliceach na hÉireann), anche conosciuta come Confederazione di Kilkenny dalla sede dell'Assemblea Generale, che si riuniva nel castello di Kilkenny. Le restanti enclave protestanti dell'Ulster, Munster e Leinster erano in mano ad armate fedeli ai monarchisti, ai parlamentari od ai coloni scozzesi, stanziati durante le guerre dei tre regni. I confederati non riuscirono a sconfiggere gli inglesi nel conflitto chiamato Guerre confederate irlandesi, dal 1642 al 1649, e nel 1648 si unirono ad un'alleanza monarchica contro il cosiddetto Rump Parliament.
La "Confederazione cattolica d'Irlanda" si costituì con due scopi principali, guidare la rivolta popolare contro l'occupazione inglese e organizzare un fronte cattolico contro ciò che rimaneva sull'isola dell'esercito inglese. Le speranze di questa iniziativa politica erano quelle di creare una opposizione irlandese marcatamente cattolica contro ogni eventuale tentativo di riconquista da parte inglese o scozzese. La proposta ufficiale venne avanzata dal vescovo cattolico di Ferns Nicholas French e dal giurista Nicholas Plunkett. Essi convinsero della loro idea alcuni dei più importanti rappresentanti della nobiltà cattolica irlandese, che unirono le loro forze all'interno della Confederazione e convinsero altri notabili del paese a fare altrettanto.
| Controllo di autorità | LCCN (EN) sh85068093 · J9U (EN, HE) 987007560420005171 |